# Aulani, a Disney Resort & Spa

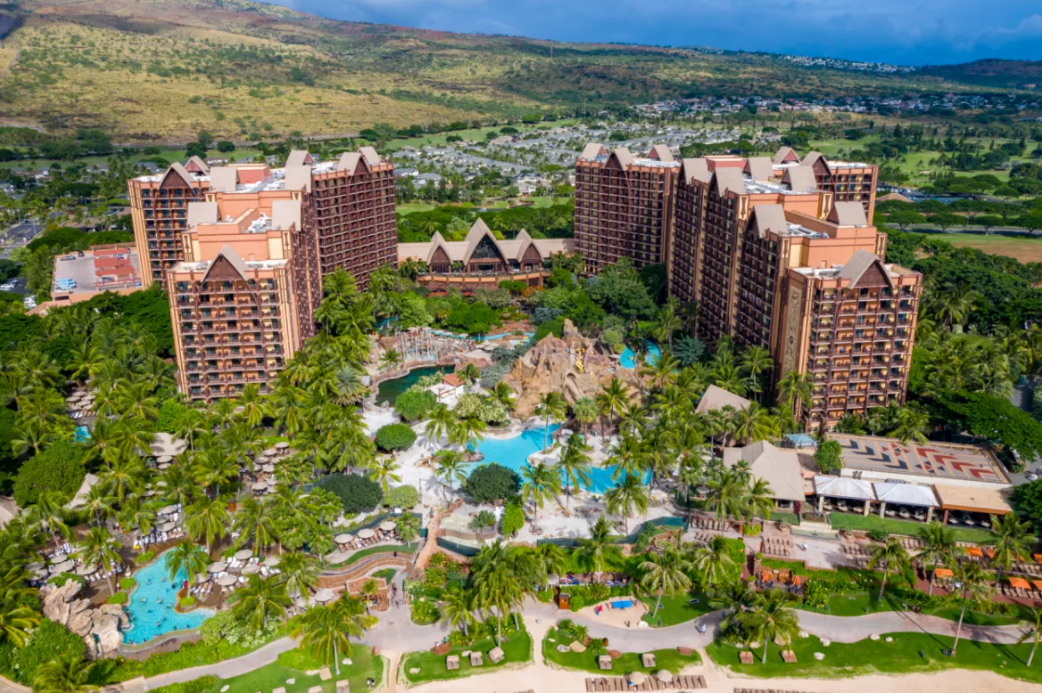
Vista aérea do Aulani

Aulani, a Disney Resort & Spa é um hotel à beira-mar, resort e destino de férias que oferece atividades e os programas infantis da Ko Olina Resort & Marina em Kapolei na ilha havaiana de Oahu. Parte do Disney Vacation Club, é o terceiro Resort da Disney Vacation Club localiza-se fora de um parque temático da Disney. O resort foi inaugurado em 29 de agosto de 2011.

## Projeto
Inicialmente anunciado em outubro de 2007, a Disney revelou o nome do resort em janeiro de 2010. O projeto foi estimada custar US $ 800 milhões e, eventualmente, gerar cerca de 1.000 empregos no resort. O projeto é gerido por Djuan Rivers, que disse que ele estava comprometido com a integração das iniciativas amigas para o resort. O Aulani dispõe de uma lagoa artificial que é chamada de Rainbow Reef e um lobby ao ar livre, com o nome Hale Aloha, que foi inspirado por uma casa de canoa havaiana tradicional. Esta arquitetura foi feita para conectar as famílias e convidados ao mar e para além dele. O resort Aulani foi projetado com a cultura local havaiano em mente. A equipe da Walt Disney fez uma extensa pesquisa sobre o Havaí para ajudar os trabalhadores a entender os costumes e tradições havaianas. Programas culturais havaianas também são incorporados no resort; incluindo música, dança, história e artes e ofícios.

## Tema
Os Walt Disney Imagineers colaborou com a WATG Architects e Hawaii Ltd. e especialistas culturais para projetar, construir e celebrar os costumes do Havaí. Os personagens da Disney, incluindo Mickey e Minnie Mouse são vistos no resort, no entanto, ao contrário de nos parques temáticos, no Aulani eles são apresentados como outros hóspedes.

## Estrutura

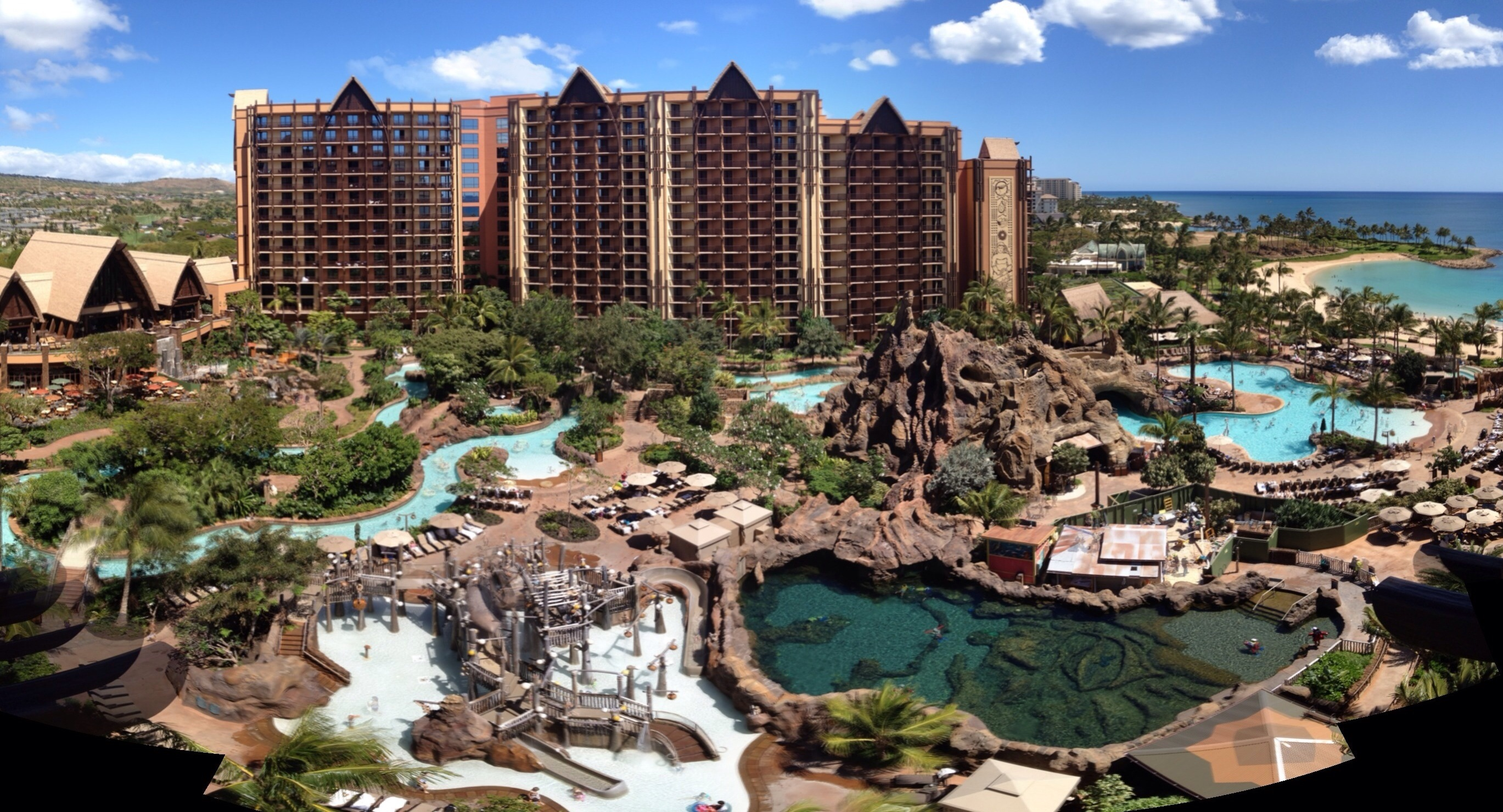
Vista do hotel

Há quatro categorias de quartos desde pequenos a mansões, dois restaurantes de serviço completo, um restaurante buffet, duas salas, e dois "barracos" à beira da piscina que servem bebidas e aperitivos havaianos. Também está incluído o acesso à Internet. O acesso à Internet sem fio está disponível nos quartos e áreas públicas do resort e está incluído na tarifa do quarto. O hotel ocupa uma área de 8.200 metros quadrados (760 m2), complexo de piscinas, um rio tranquilo e um mergulho artificial a lagoa. Outras comodidades incluem recreação e aventuras da Disney planejadaS sob medida para crianças, um spa abrangendo 1.700 m2,  centros de conferências de 1.400 m2, com cerca de 3.700 m2 de espaços ao ar livre.

## Quartos e acomodações
O Aulani oferece estruturas de acolhimento para crianças entre idade de 6 semanas a 14 anos de idade. Este serviço está disponível das 06:00-12:00 e limitado a clientes. Jantares privados também estão disponível. Isso inclui o serviço de quarto e caseiro no estilo das refeições familiares. Os itens do menu incluem café da manhã, almoço, jantar, sobremesa e bebidas. A partir das 06:00-00:00 diariamente. O resort também oferece presentes a serem entregues, incluindo itens especiais, tais como sobremesas e mercadoria.

## Servições e atividades
No resort Aulani, há muitas atividades que são gratuitos ou estão incluídas na taxa de estadia. Isto inclui, mas não está limitado a, ouvir contadores de histórias, um karaoke livre para adolescentes, aulas de cavaquinho, e noites de show com música e dança. Acampamento na praia, yoga também estão incluído.

## Estadia
O resort começou vendas de timeshares em 15 de julho de 2010, e começou a fazer reservas em agosto de 2010. Em 12 de agosto de 2011, a Disney suspendeu as vendas de timeshare no Aulani indefinidamente e demitiu três executivos, incluindo o presidente do Disney Vacation Club, Jim Lewis, após a  administração ter percebido que as taxas anuais haviam sido muito baixas para cobrir os custos de manutenção.